# Grand Prix Nizozemska 1966
Grand Prix Nizozemska 1966 (oficiálně XVI Grote Prijs van Nederland) se jela na okruhu Circuit Zandvoort v Zandvoortu v Nizozemsku dne 24. července 1966. Závod byl pátým v pořadí v sezóně 1966 šampionátu Formule 1.

## Závod
| Poř.   | No. | Jezdec          | Konstruktér         | Počet kol | Čas/Odstoupení | Pořadí na startu | Body |
| ------ | --- | --------------- | ------------------- | --------- | -------------- | ---------------- | ---- |
| 1      | 16  | Jack Brabham    | Brabham-Repco       | 90        | 2:20:32.5      | 1                | 9    |
| 2      | 12  | Graham Hill     | BRM                 | 89        | + 1 kolo       | 7                | 6    |
| 3      | 6   | Jim Clark       | Lotus-Climax        | 88        | + 2 kola       | 3                | 4    |
| 4      | 14  | Jackie Stewart  | BRM                 | 88        | + 2 kola       | 8                | 3    |
| 5      | 32  | Mike Spence     | Lotus-BRM           | 87        | + 3 kola       | 12               | 2    |
| 6      | 2   | Lorenzo Bandini | Ferrari             | 87        | + 3 kola       | 9                | 1    |
| 7      | 30  | Jo Bonnier      | Cooper-Maserati     | 84        | + 6 kol        | 13               |      |
| 8      | 38  | John Taylor     | Brabham-BRM         | 84        | + 6 kol        | 17               |      |
| 9      | 36  | Guy Ligier      | Cooper-Maserati     | 84        | + 6 kol        | 16               |      |
| Ret    | 28  | Jo Siffert      | Cooper-Maserati     | 79        | Motor          | 11               |      |
| Ret    | 34  | Bob Anderson    | Brabham-Climax      | 73        | Zavěšení       | 14               |      |
| Ret    | 24  | John Surtees    | Cooper-Maserati     | 44        | Elektronika    | 10               |      |
| Ret    | 18  | Denny Hulme     | Brabham-Repco       | 37        | Zapalování     | 2                |      |
| Ret    | 8   | Peter Arundell  | Lotus-BRM           | 28        | Zapalování     | 15               |      |
| Ret    | 10  | Dan Gurney      | Eagle-Climax        | 26        | Únik oleje     | 4                |      |
| Ret    | 4   | Mike Parkes     | Ferrari             | 10        | Nehoda         | 5                |      |
| Ret    | 26  | Jochen Rindt    | Cooper-Maserati     | 2         | Nehoda         | 6                |      |
| DNS    | 20  | Bruce McLaren   | McLaren-Serenissima |           | Motor          |                  |      |
| Zdroj: |     |                 |                     |           |                |                  |      |

## Průběžné pořadí po závodě
Pohár jezdců
|        | Pořadí | Jezdec          | Body |
| ------ | ------ | --------------- | ---- |
|        | 1      | Jack Brabham    | 30   |
| 5      | 2      | Graham Hill     | 14   |
| 3      | 3      | Jackie Stewart  | 12   |
| 2      | 4      | Jochen Rindt    | 11   |
| 1      | 5      | Lorenzo Bandini | 11   |
| Zdroj: |        |                 |      |

Pohár konstruktérů
|        | Pořadí | Konstruktér     | Body |
| ------ | ------ | --------------- | ---- |
|        | 1      | Brabham-Repco   | 30   |
|        | 2      | Ferrari         | 22   |
|        | 3      | BRM             | 19   |
|        | 4      | Cooper-Maserati | 11   |
|        | 5      | Lotus-Climax    | 7    |
| Zdroj: |        |                 |      |